# Gli 11 comandamenti
Gli 11 comandamenti (Les 11 commandements) è un film commedia francese del 2004 diretto da François Desagnat e Thomas Sorriaux.
In Francia il film è noto anche con il titolo Les Onze Commandements.

## Trama
Dei ragazzi incontrano il Dio dello scherzo, il quale, dopo aver spiegato che gli abitanti della Terra ridono e scherzano sempre meno, affida loro la missione di eseguire dei comandamenti per far tornare il mondo un posto giocoso e colorato.

## Produzione

### Riprese
Le riprese del film si sono svolte principalmente a Parigi, in Francia.

## Promozione
(Tagline del film)

## Accoglienza

### Critica e incassi
Con un budget di circa 4,8 milioni di dollari, il film ne ha incasssati 20,5 milioni, venendo accolto su IMDb con 4,6/10.

## Distribuzione
Il film è uscito in Francia il 4 febbraio 2004 su distribuzione Pathé. In Italia la pellicola è stata distribuita direttamente in DVD, da Millennium Storm, a partire dal 5 aprile 2006.

### Edizione italiana
L'edizione italiana  del film fu eseguita da CD Cine Dubbing S.r.l. su dialoghi e direzione del doppiaggio di Anton Giulio Castagna.